# ابراهیم الکونی
ابراهیم الکونی (زادهٔ ۱۹۴۸ میلادی در غدامس) نویسنده لیبیایی و یکی از بهترین رمان‌نویسان جهان عرب و جزو نویسندگان بزرگ ادبی جهان اسلام است.

## زندگی
متولد شهر غدامس در سال ۱۹۴۸ در لیبی به دنیا آمد. الکونی فارغ‌التحصیل دانشکده گورکی – موسکو در سال (۱۹۷۷) است.

## شیوه نوشتار
گذار به شهرنشینی در داستان‌های بلند ابراهیم الکَونی دیده می‌شود. برخی نویسندگان بر این باورند که الکَونی نه تنها داستان بلند نوشت، بلکه محتوای داستان‌نویسی لیبی را هم دگرگون کرد؛ زیرا تا پیش تر الکَونی داستان‌نویسی لیبی بیشتر صبغه‌ای محلی داشت. الکَونی فضای داستان‌نویسی را در جامعهٔ لیبی باز کرد و آن را به جهان عرب پیوند داد و از این راه داستان‌نویسان لیبی را در جاهای دیگر نیز شناختند. او یکی از معترضین سیاست معمر قذافی بود و همچنین در جایزه‌ای ادبی که قذافی راه اندازی کرده بود مخالف درج نام قذافی بر روی جایزه بود.

## الکونی و جامعهٔ ایران
«ابراهیم الکونی» در ایران کمتر شناخته شده‌است.با این حال یک اثر مهم او به نام «نزیف الحجر » تحت عنوان « خونابه سنگ » توسط محمد علی عسگری در ایران ترجمه و از سوی انتشارات روزنه منتشر شده‌است.همین مترجم کتاب دیگری به نام «ورم »را از الکونی ترجمه کرده که به زودی منتشر می شود .
از میان آثار وی مجموعه‌ای شش جلدی از کلمات قصار به‌شمار می‌آیند برای نخستین بار در انتشارات فراگفت به فارسی ترجمه شده‌است. این کتاب‌ها شامل حکمت‌های دینی‌اند که توسط فرشته مولایی ترجمه شده‌اند.

## جوایز
ابراهیم در پنجمین همایش بین‌المللی ابداعات رمان عربی قاهره، به عنوان بهترین رمان‌نویس جهان عرب انتخاب شد. ابراهیم الکونی بابت این جایزه که ۱۰۰ هزار جنیه مصری (۱۸ هزار دلار) بابت ابداعات ادبی خود دریافت کرده بود، جایزهٔ خود را به کودکان نیجر و مالی اهدا کرد. از دیگر جوایز او می‌توان به جوایز بین‌المللی سوئیس، ژاپن، فرانسه و جایزه کلمه‌طلایی از کمیته فرانکفونیه یونسکو اشاره کرد.
وی نامزد دریافت جایزه من بوکر در سال ۲۰۱۵ شده‌است.

## سوابق
- نماینده خبرگزاری لیبی در موسکو (۱۹۷۵)
- نماینده انجمن دوستی لیبی و لهستان در ورشو (۱۹۷۸)
- سردبیر مجله دوستی لهستان (۱۹۸۱)
- رایزن سفارت لیبی در لهستان (۱۹۷۸)
- رایزن سفارت لیبی در موسکو (۱۹۸۷)
- رایزن مطبوعاتی سفارت لیبی در سوئیس (۱۹۸۲)

## آثار
- خونابه سنگ / ترجمه : محمد علی عسگری / انتشارات روزنه / چاپ اول 1380 .
- در جستجوی مکان گمشده[۸]
- «رباعی خسوف»
- «دهان»
- «پاییز درویش»
- «انقلاب‌های صحرای بزرگ»
- «جرعه‌ای از خون»
- «مترسک»
- ثورات الصحراء الکبری ۱۹۷۰.
- نقد ندوة الفکر الثوری ۱۹۷۰.
- الصلاة خارج نطاق الأوقات الخمسة (قصص لیبیة) ۱۹۷۴.
- ملاحظات علی جبین الغربة (مقالات) ۱۹۷۴.
- جرعة من دم (قصص) ۱۹۹۳.
- شجرة الرتم (قصص) ۱۹۸۶.
- رباعیة الخسوف (روایة) ۱۹۸۹: الجزء الأول: البئر
- الجزء الثانی: الواحة
- الجزء الثالث: أخبار الطوفان الثانی
- الجزء الرابع: نداء الوقواق
- التبر (روایة) ۱۹۹۰.
- نزیف الحجر (روایة) ۱۹۹۰.
- القفص (قصص) ۱۹۹۰.
- المجوس (روایة): الجزء الأول ۱۹۹۰.
- الجزء الثانی ۱۹۹۱.
- دیوان النثر البری (قصص) ۱۹۹۱.
- وطن الرؤی السماویة (قصص – أساطیر) ۱۹۹۱.
- الخروج الأول إلی وطن الرؤی السماویة (مختارات قصصیة)۱۹۹۱.
- الوقائع المفقودة من سیرة المجوس (قصص) ۱۹۹۲.
- الربة الحجریة ونصوص أخری ۱۹۹۲.
- خریف الدرویش (روایة – قصص – أساطیر) ۱۹۹۴.
- الفم (روایة) ۱۹۹۴.
- السحرة (روایة): الجزء الأول: ۱۹۹۴.